# Kalbfleisch

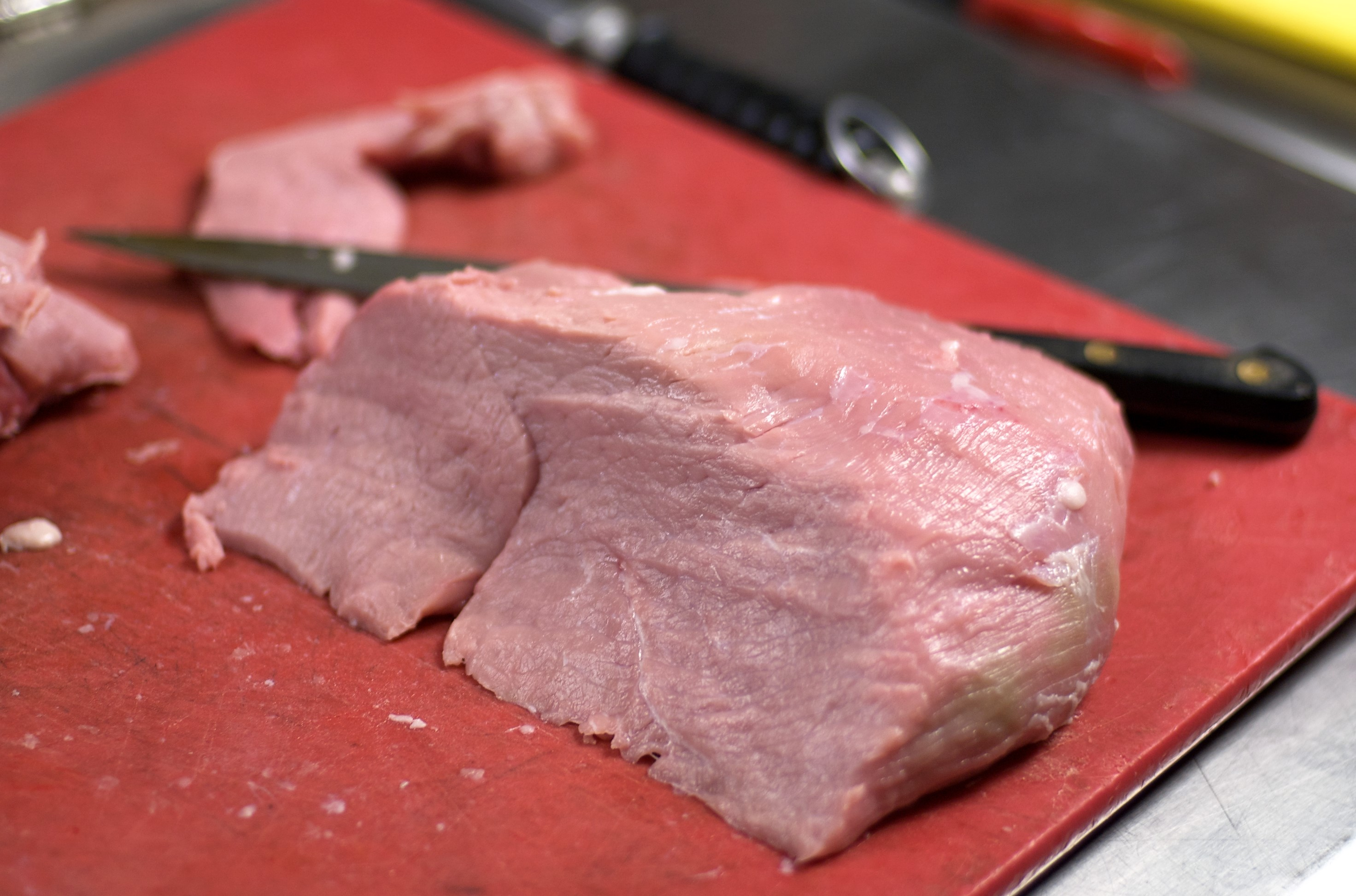
Kalbfleisch (aus der Nuss)

Kalbfleisch (auch Kalbsfleisch) ist das Fleisch von wenige Wochen bis 8 Monate alten Rindern (Kälbern). Es ist allgemein zarter und heller als Rindfleisch. Je nach Alter sowie Art der Aufzucht und Fütterung hat es eine hellrote, rosa oder auch weißliche Farbe. Bei Weidehaltung und reinem Grünfutter färbt sich das Fleisch rot, bei Stallmast ist es heller. Bei der Mast gibt es verschiedene Stufen: in der ersten Stufe werden die Kälber aufgestallt in Einzelboxen, um sie gut beobachten zu können und um sie anzufüttern. Bei dieser Stufe können die Kälber einander sehen. Im Alter von acht Wochen werden sie in Gruppen von mindestens drei Tieren gehalten. Es ist die gängige Praxis, dass die Tiere genügend Licht haben, damit sie sich gut entwickeln können. 
Mit Futtermitteln, die wenig Eisen beinhalten, lässt sich „weißes“ Kalbfleisch herstellen, da Eisen das Fleisch rötlich färbt. Jedoch ist in Deutschland ein Mindesteisengehalt im Milchaustauscher mittlerweile vorgeschrieben.
In der Kuhmilch ist wenig Eisen enthalten, sodass entweder entsprechend angereicherte Milchaustauscher oder Vollmilchzusätze eingesetzt werden. Dieser Behauptung der landwirtschaftlichen Selbstverwaltung widerspricht die Ernährungsberaterin Katharina Schickling in dem Dokumentations- und Reportageformat ZDFZoom, in welchem angebliche Missstände aufgezählt werden. Für das charakteristische hellere Fleisch würden höhere Preise erzielt.
Kalbfleisch wird laut Bundesanstalt für Landwirtschaft und Ernährung so bezeichnet, wenn das Tier in einem Alter unter 8 Monaten geschlachtet wurde. Bei ihrer Schlachtung haben die Kälber meist ein Schlachtgewicht von rund 150 kg. Im Juni 2007 hat die Europäische Union für die gesamte EU festgelegt, welches Fleisch als Kalbfleisch bezeichnet werden darf. Danach dürfen die Kälber maximal acht Monate alt sein, zwischen acht und zwölf Monaten gelten sie als Jungrinder. Die Vorschrift trat am 1. Juli 2008 in Kraft.
In der Milchmast werden Tiere mit rund 2000 Litern Vollmilch gefüttert. Zusätzlich nehmen sie dabei Raufutter auf. Anbindehaltung ist verboten, nur ein kurzzeitiges Festsetzen bis 1 Stunde nach der Tränke ist noch erlaubt.
In manchen Ländern wie Dänemark, Spanien und den Niederlanden gibt es ein abweichendes Aufzuchtsystem, bei dem die Tiere vor allem mit Getreide gefüttert und erst nach dem zehnten Monat geschlachtet werden. Diese Schlachttiere müssen als Jungrinder vermarktet werden. In Deutschland muss ab dem achten Lebenstag Raufutter wie Heu oder ähnlich strukturiertes Futter angeboten werden.
Laut der Kälberhalteverordnung dürfen deutsche Kälber vor dem Erreichen des siebten Lebensmonats nicht auf Betonspaltenböden gehalten werden.

## Produktion und Konsum
In Deutschland wurden im Jahr 2016 Netto (ohne Sehnen und Knochen) schätzungsweise 9 kg Kalb- und Rindfleisch pro Kopf gegessen. In Österreich beläuft sich der Konsum Netto auf 10,9 kg/Person im Jahr 2020. Der menschliche Verzehr von Fleisch und Geflügel lag in Österreich insgesamt bei 60,5 Kilo im Jahr 2020.
Als besonders hochwertig gelten beim Kalb die Teile, die sich zum Braten eignen, nämlich die aus dem Rücken und der Keule (Oberschale, Unterschale und Nuss). Zum Kochen und Schmoren eignen sich Bug, Hals, Dünnung (Bauch), Brust und Hachsen. Der Kalbskopf, die Zunge und die Ohren werden heute eher selten in der Küche verwendet.
Kalbfleisch ist fettarm und sollte schonend gegart werden, damit es nicht austrocknet.

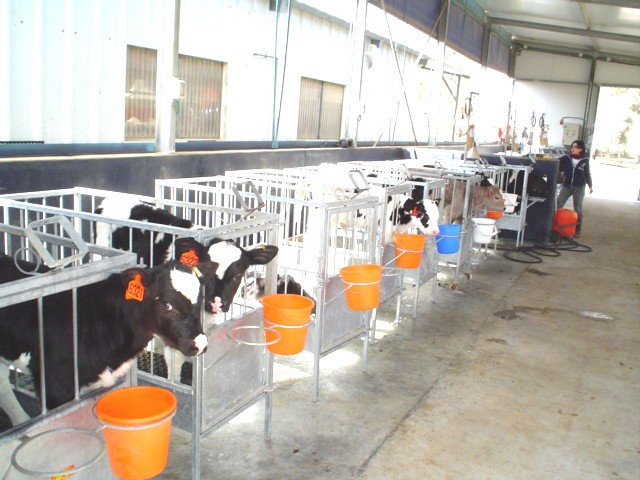
Milchkälber
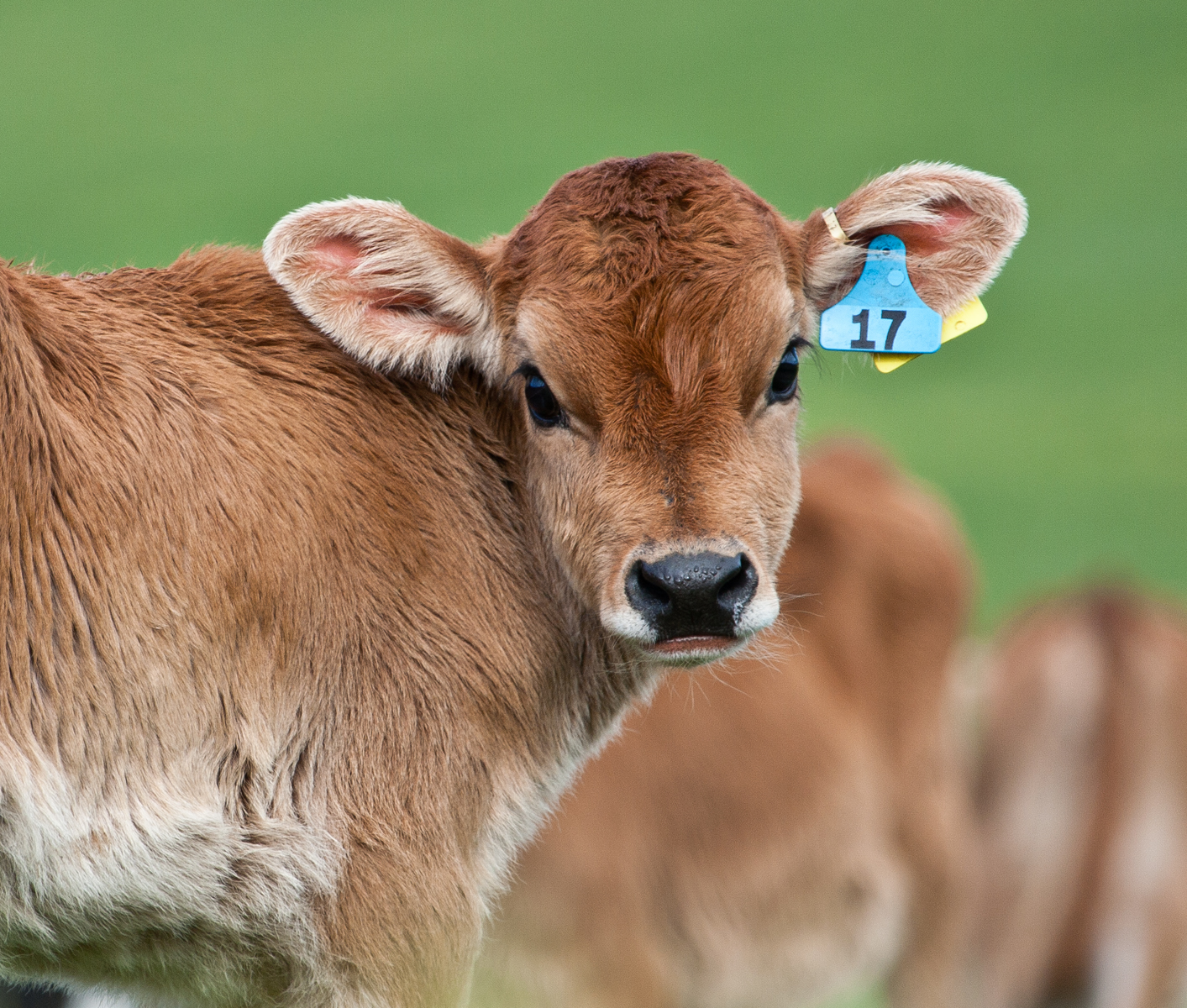
Kalb
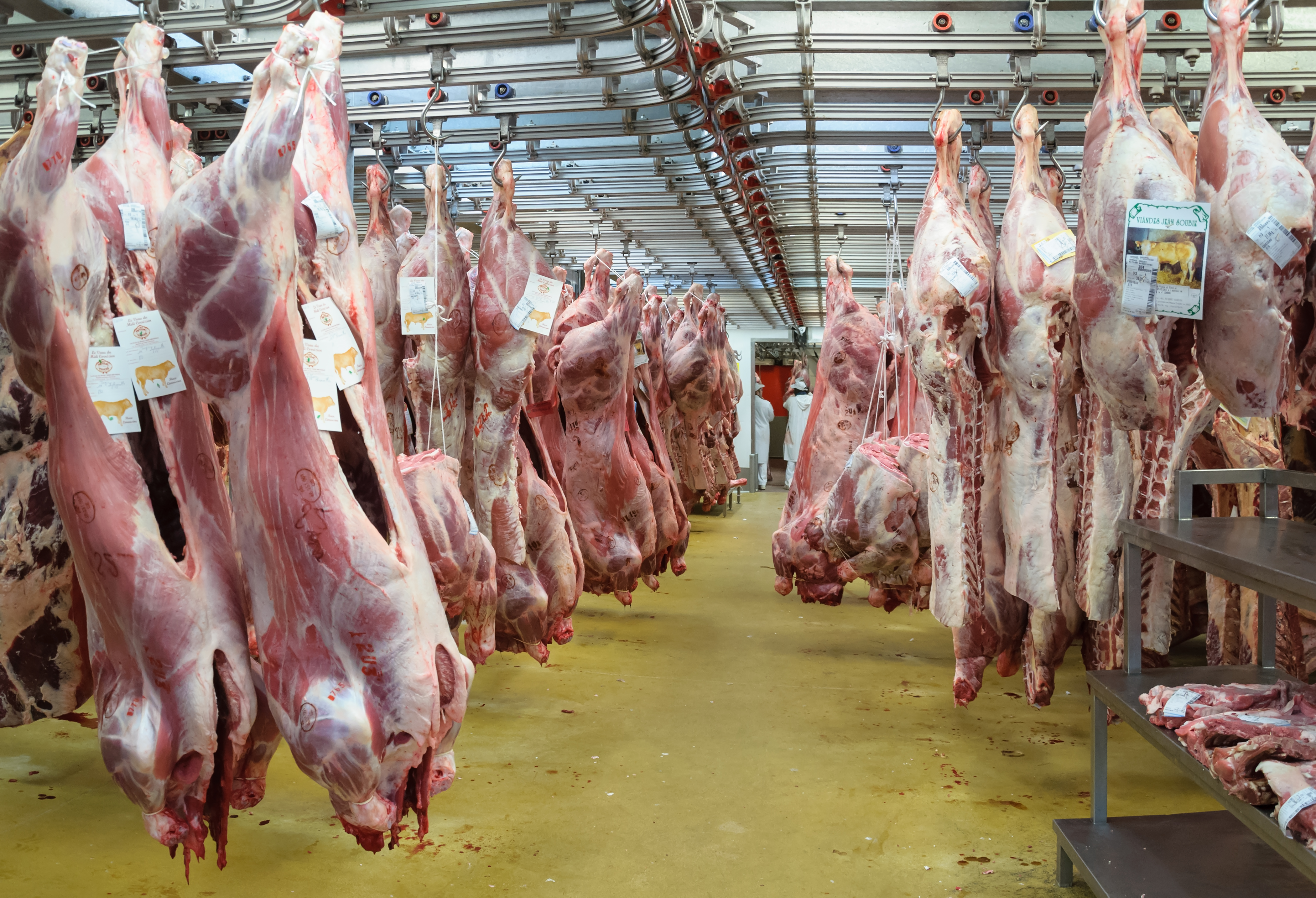
Geschlachtete Kälber
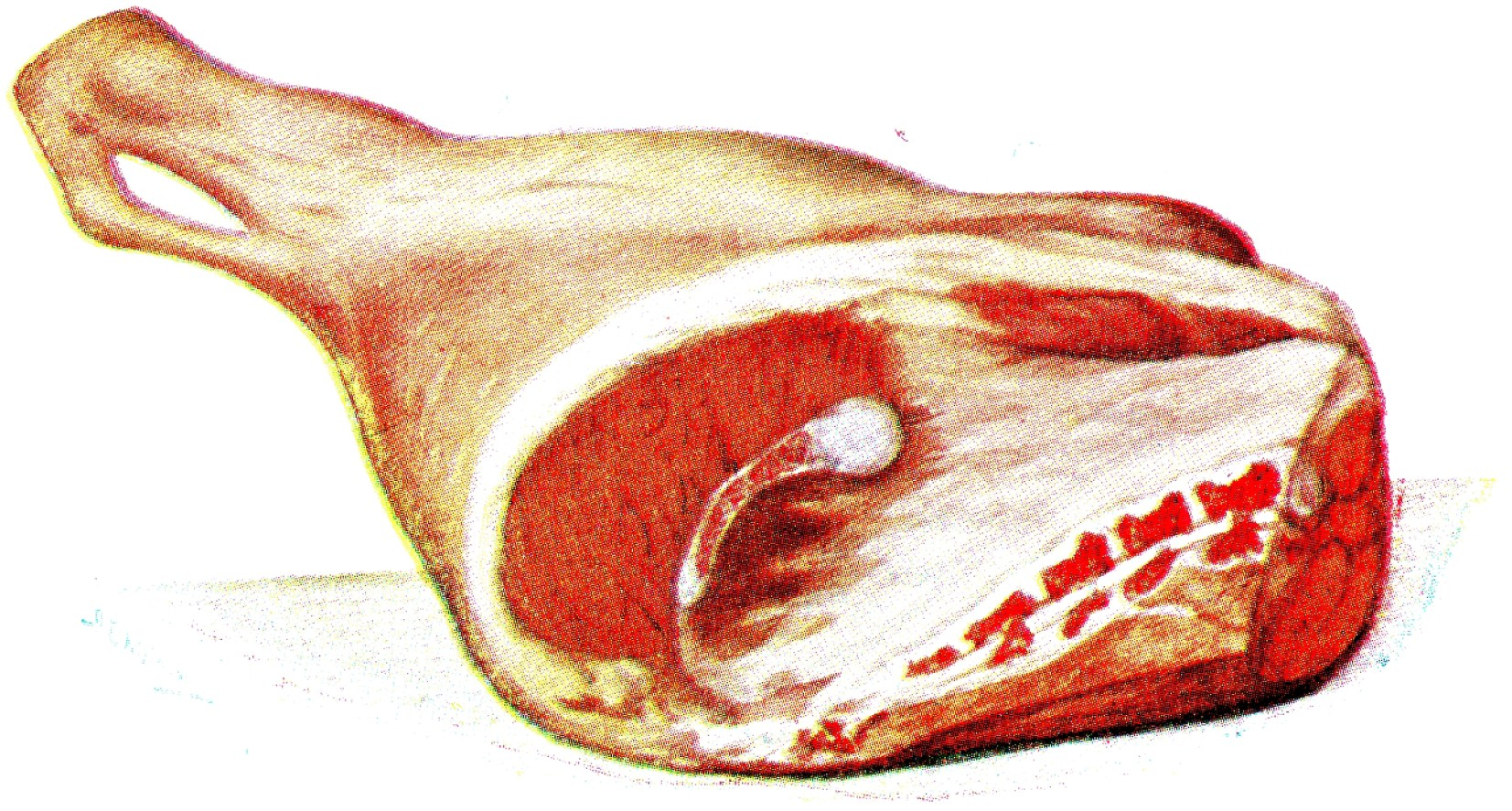
Kalbshaxe
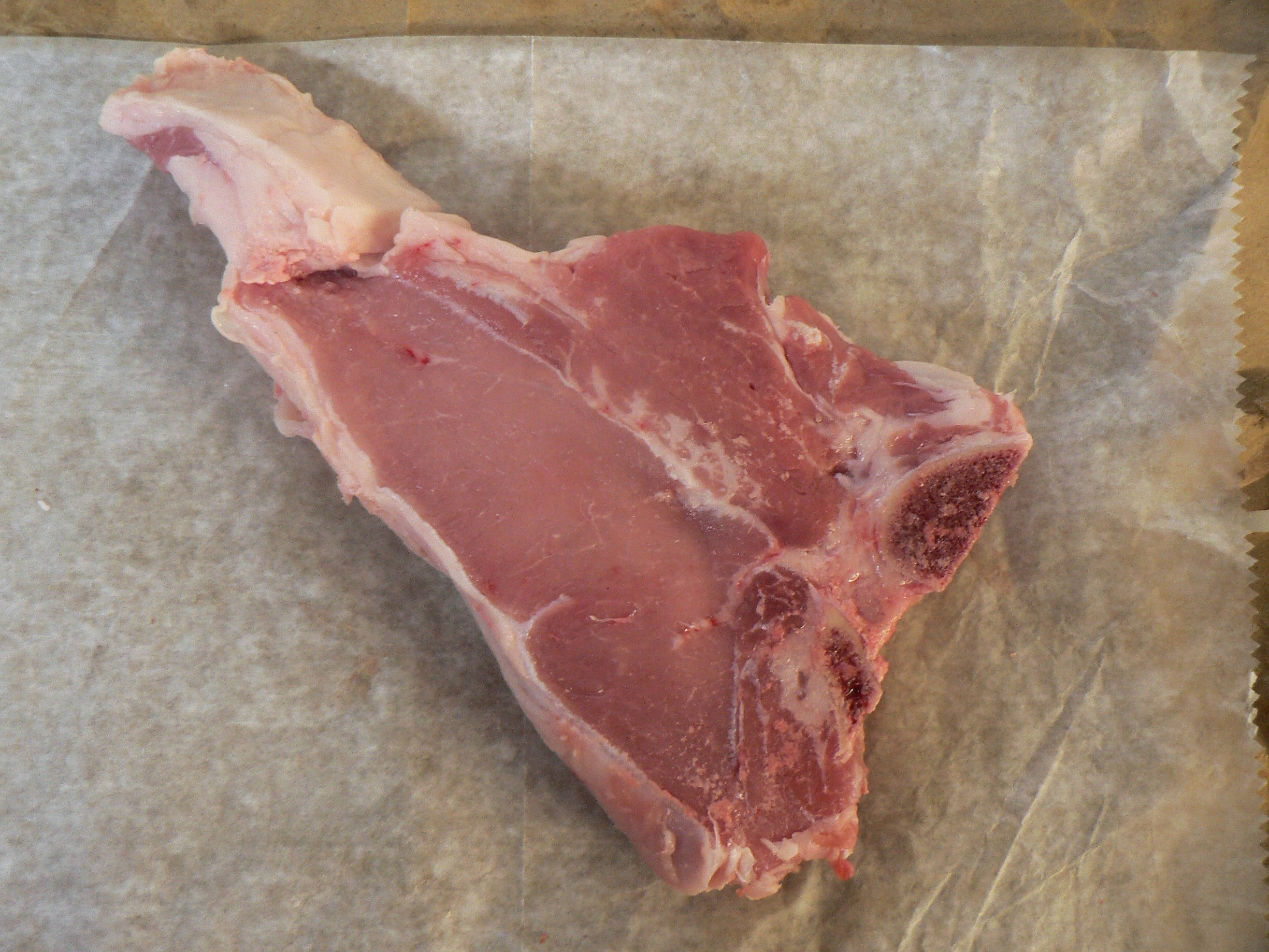
Rohes Kalbskotelett mit Filet

## Markt
In Deutschland gibt es keine brauchbare Erzeugerpreisnotierung für Kalbfleisch. Es gibt nur vereinzelt freie Mäster, viele sind integriert, und bekommen somit vom Futtermittellieferanten einen Mästerlohn gezahlt.
Weil in der Schweiz als Folge der Hauptabkalbezeit im Winter das Angebot an inländischen Schlachtkälbern im Frühjahr die Nachfrage übersteigt, wird zur Stützung der Kälberpreise im Frühjahr Kalbfleisch eingelagert. Der Bund zahlt den Fleischverarbeitungsbetrieben, gestützt auf Artikel 50 Absatz 1 des Landwirtschaftsgesetzes, rund 3 Millionen Franken pro Jahr als Beitrag an die Lagerkosten und den Wertverlust infolge des Einfrierens von Kalbfleisch. Diesbezüglich wurden im Jahr 2017 rund 586 Tonnen Kalb vorübergehend eingelagert. Allgemein herrscht in Europa wegen des Ungleichgewichts zwischen dem Milch- und Kalbfleischkonsum ein Überschuss an Kälbern.